# Warren Court
La Corte de Warren fue el período en la historia de la Corte Suprema de los Estados Unidos durante el cual Earl Warren se desempeñó como Presidente del Tribunal Supremo  Warren reemplazó al fallecido Fred M. Vinson como Presidente del Tribunal Supremo en 1953 y  permaneció en el cargo hasta que se jubiló en 1969. Warren fue sucedido como Presidente del Tribunal Supremo por Warren Burger. El Tribunal de Warren a menudo se considera el tribunal más liberal en la historia de los Estados Unidos, durante las presidencias de Dwight Eisenhower, John Keneddy, Lyndon Johnson y unos meses de Richard Nixon.
La Corte de Warren amplió los derechos civiles, las libertades civiles, el poder judicial y el poder federal de manera espectacular. Ha sido ampliamente reconocido que la corte, dirigida por el bloque liberal, ha creado una gran " Revolución Constitucional " en la historia de los Estados Unidos.
El Tribunal de Warren trajo " un hombre, un voto " a los Estados Unidos a través de una serie de fallos y creó la advertencia de Miranda . Además, el tribunal fue aplaudido y criticado por poner fin a la segregación racial de jure en los Estados Unidos, incorporando la Declaración de Derechos (es decir, incluyéndola en la cláusula del debido proceso de la 14.ª Enmienda ) y poniendo fin a la oración obligatoria en las escuelas. El período es frecuentemente reconocido como el punto más alto en el poder judicial que ha retrocedido desde entonces, pero con un impacto continuo sustancial.

## Otras lecturas
- Datos: Q7970144